# Risiera di San Sabba

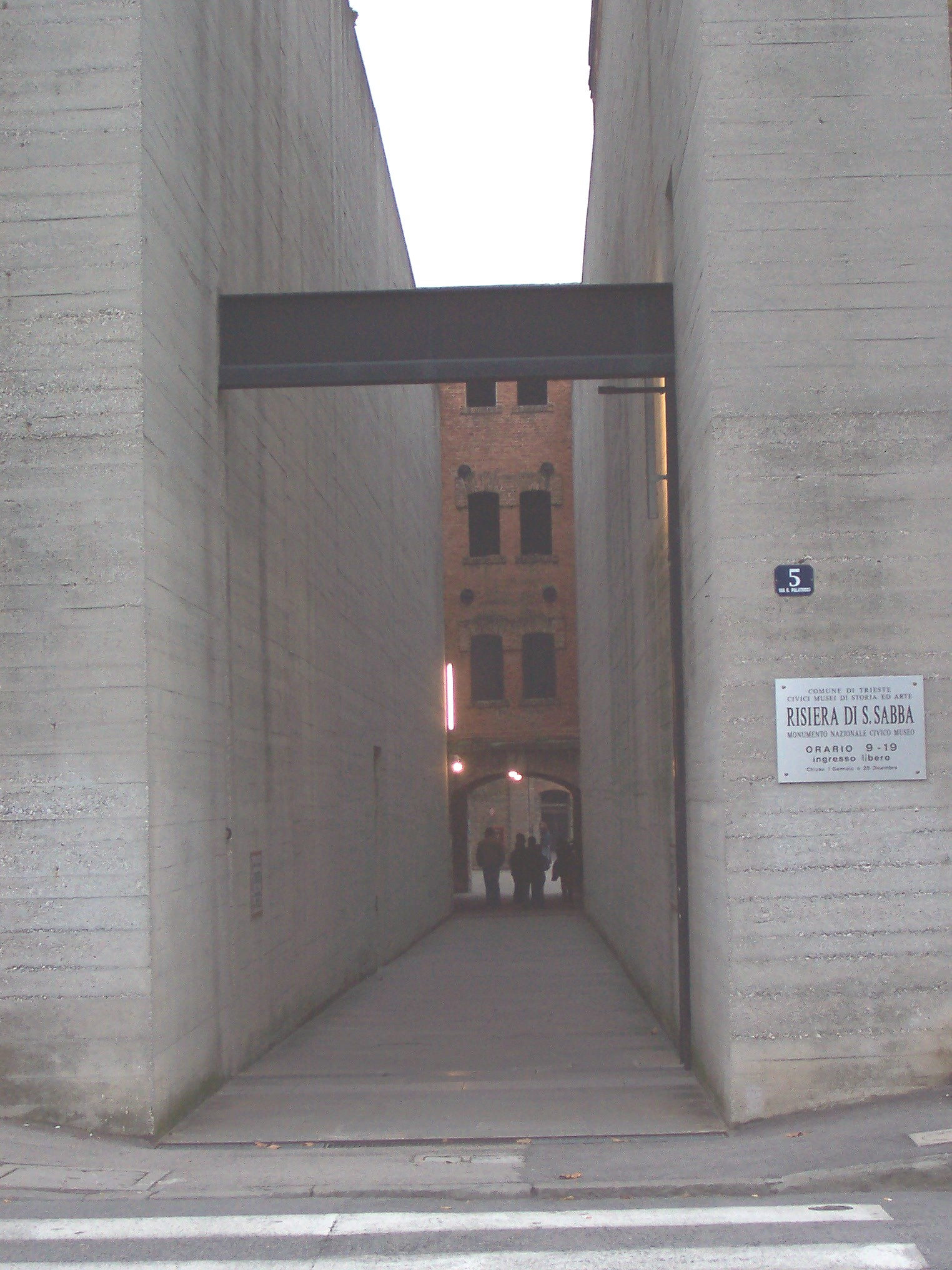
Ingången till Risiera di San Sabba.

Risiera di San Sabba var ett nazistiskt koncentrationsläger i utkanten av Trieste i norra Italien.
I juli 1943 landsteg de allierade i södra Italien och den 8 september samma år kapitulerade de italienska fascisterna under Benito Mussolini. Norra Italien förblev dock under tysk överhöghet. SS-Gruppenführer Odilo Globocnik, som tidigare hade lett Nazitysklands förintelseprogram i Polen, Operation Reinhard, utnämndes till Högre SS- och polischef i området Adriatisches Küstenland och anlände till Trieste i mitten av september. Tillsammans med Globocnik kommenderades 92 personer till Trieste; alla hade de erfarenhet från Nazitysklands ”eutanasiprogram” Aktion T4 samt Operation Reinhard. Under kodnamnet ”Einsatz R” förföljdes, torterades och mördades judar, partisaner och politiska motståndare.